# SN 1988ah
SN 1988ah – supernowa odkryta 11 grudnia 1988 roku w galaktyce UGC 4244. W momencie odkrycia miała maksymalną jasność 16,50m.